# UCI Women's WorldTour
L'UCI Women's WorldTour és una competició ciclista femenina creada per la Unió Ciclista Internacional. Consta d'una sèrie de curses ciclistes amb un cert nombre d'equips. En cada cursa s'atorguen una sèrie de punts a les ciclistes segons la seva posició final en la cursa i les victòries d'etapa, els quals donen lloc a tres classificacions diferents: individual, per joves i per equips comercials. Aquesta classificació substitueix l'antiga Copa del món, organitzada de 1998 a 2015.
Un total de 20 equips van ser convidats a participar-hi. A diferència dels seu homòleg masculí, els equips no estan obligats a participar en totes curses. Han d'estar formats per entre 5 i 8 o 4 i 6 corredores per les curses per etapes i entre 4 i 6 ciclistes per a les curses d'un dia.

## Curses
Actualment l'UCI Women's WorldTour consisteix en 28 curses.
| Cursa                                    | País                | Anys de Women's WorldTour  |
| ---------------------------------------- | ------------------- | -------------------------- |
| Santos Women's Tour                      | Austràlia           | 2023-                      |
| Cadel Evans Great Ocean Road Race        | Austràlia           | 2020, 2023-                |
| UAE Tour                                 | Emirats Àrabs Units | 2023-                      |
| Omloop Het Nieuwsblad                    | Bèlgica             | 2023-                      |
| Strade Bianche                           | Itàlia              | 2016-                      |
| Tour de Drenthe                          | Països Baixos       | 2016-2019, 2021-           |
| Trofeu Alfredo Binda-Comune di Cittiglio | Itàlia              | 2016-2019, 2021-           |
| Classic Bruges-De Panne femenina         | Bèlgica             | 2018-                      |
| Gant-Wevelgem                            | Bèlgica             | 2016-                      |
| Tour de Flandes                          | Bèlgica             | 2016-                      |
| Paris-Roubaix                            | França              | 2021-                      |
| Amstel Gold Race                         | Països Baixos       | 2017-2019, 2021-           |
| Fletxa Valona                            | Bèlgica             | 2016-                      |
| Lieja-Bastogne-Lieja                     | Bèlgica             | 2017-                      |
| La Vuelta                                | Espanya             | 2016-                      |
| Itzulia                                  | Espanya             | 2022-                      |
| Vuelta a Burgos                          | Espanya             | 2021-                      |
| RideLondon-Classique                     | Regne Unit          | 2016-2019, 2022-           |
| The Women's Tour                         | Regne Unit          | 2016-2019, 2021-2022, 2024 |
| Volta a Suïssa                           | Suïssa              | 2023-                      |
| Giro d'Itàlia                            | Itàlia              | 2016-2020, 2022-           |
| Tour de França                           | França              | 2022-                      |
| Tour d'Escandinàvia                      | Noruega             | 2017-2019, 2021-           |
| Gran Premi de Plouay                     | França              | 2016-                      |
| Holland Ladies Tour                      | Països Baixos       | 2017-2019, 2021-           |
| Tour de Romandia                         | Suïssa              | 2022-                      |
| Tour de Chongming Island                 | R.P. de la Xina     | 2016-2019, 2023-           |
| Tour de Guangxi                          | R.P. de la Xina     | 2018-2019, 2023-           |

### Antigues curses del World Tour
| Cursa                                      | País         | Anys de Women's WorldTour | Motiu                                      |
| ------------------------------------------ | ------------ | ------------------------- | ------------------------------------------ |
| Philadelphia Cycling Classic               | Estats Units | 2016                      | Suspesa per motius econòmics               |
| Volta a Califòrnia                         | Estats Units | 2016-2019                 |                                            |
| La course by Le Tour de France             | França       | 2016-2021                 | Substituïda pel Tour de France             |
| Tour de Noruega Contrarrellotge per equips | Noruega      | 2018                      | Substituïda pel Tour d'Escandinàvia        |
| Iurreta-Emakumeen Bira                     | Espanya      | 2018-2019                 |                                            |
| Cadel Evans Great Ocean Road Race          | Austràlia    | 2020-                     |                                            |
| Ladies Tour of Norway                      | Noruega      | 2014-2019, 2021           | Substituïda pel Tour d'Escandinàvia femení |
| Clàssica de Sant Sebastià femenina         | Espanya      | 2021                      | Substituïda per l'Itzulia                  |
| Open de Suède Vårgårda TTT                 | Suècia       | 2016-2019, 2022           | Suspesa per motius econòmics               |
| Open de Suède Vårgårda                     | Suècia       | 2016-2019, 2022           | Suspesa per motius econòmics               |

## Resultats

### Classificació individual
| Any  | Vencedora            | Segona               | Tercera              |
| ---- | -------------------- | -------------------- | -------------------- |
| 2016 | Megan Guarnier       | Leah Kirchmann       | Elizabeth Armitstead |
| 2017 | Anna van der Breggen | Annemiek van Vleuten | Katarzyna Niewiadoma |
| 2018 | Annemiek van Vleuten | Marianne Vos         | Anna van der Breggen |
| 2019 | Marianne Vos         | Annemiek van Vleuten | Lorena Wiebes        |
| 2020 | Lizzie Deignan       | Elisa Longo Borghini | Lisa Brennauer       |
| 2021 | Annemiek van Vleuten | Demi Vollering       | Elisa Longo Borghini |
| 2022 | Annemiek van Vleuten | Demi Vollering       | Lorena Wiebes        |
| 2023 | Demi Vollering       | Annemiek van Vleuten | Lotte Kopecky        |
| 2024 | Lotte Kopecky        | Demi Vollering       | Elisa Longo Borghini |

### Classificació joves
| Any  | Vencedora             | Segona           | Tercera            |
| ---- | --------------------- | ---------------- | ------------------ |
| 2016 | Katarzyna Niewiadoma  | Floortje Mackaij | Sheyla Gutiérrez   |
| 2017 | Cecilie Uttrup Ludwig | Alice Barnes     | Amalie Dideriksen  |
| 2018 | Sofia Bertizzolo      | Liane Lippert    | Jeanne Korevaar    |
| 2019 | Lorena Wiebes         | Marta Cavalli    | Sofia Bertizzolo   |
| 2020 | Liane Lippert         | Mikayla Harvey   | Marta Cavalli      |
| 2021 | Niamh Fisher-Black    | Évita Muzic      | Maria Novolodskaya |
| 2022 | Shirin van Anrooij    | Pfeiffer Georgi  | Niamh Fisher-Black |
| 2023 | Shirin van Anrooij    | Gaia Realini     | Maike van der Duin |
| 2024 | Shirin van Anrooij    | Puck Pieterse    | Neve Bradbury      |

### Classificació per equips
| Any  | Primer         | Segon              | Tercer             |
| ---- | -------------- | ------------------ | ------------------ |
| 2016 | Boels Dolmans  | Wiggle High5       | Rabo Liv Women     |
| 2017 | Boels Dolmans  | Team Sunweb        | Wiggle High5       |
| 2018 | Boels Dolmans  | Mitchelton-Scott   | Team Sunweb        |
| 2019 | Boels Dolmans  | Team Sunweb        | Trek-Segafredo     |
| 2020 | Trek-Segafredo | Boels Dolmans      | Team Sunweb        |
| 2021 | SD Worx        | Trek-Segafredo     | Movistar Team      |
| 2022 | SD Worx        | Trek-Segafredo     | Team DSM           |
| 2023 | SD Worx        | Canyon-SRAM Racing | Lidl-Trek          |
| 2024 | SD Worx        | Lidl-Trek          | Canyon-SRAM Racing |